# Lino Vaccari
Lino Vaccari (Crespano del Grappa, 23 agosto 1873 – Roma, 9 settembre 1951) è stato un botanico italiano.

## Biografia
Dopo la laurea in scienze naturali ottenuta all'Università di Padova nel 1896 con una tesi sull'anatomia e la sistematica delle Genziane italiane pubblicata nel 1902, Vaccari si dedicò all'insegnamento come professore di scienze nei licei (ad Aosta, Tivoli, Firenze e Roma); in seguito fu preside nei licei e ispettore scolastico centrale per le Scuole medie superiori. Fu anche libero docente di Botanica presso l'Università di Roma e l'Istituto di Studi Superiori di Firenze.
La sua attività di ricerca e studio in ambito botanico iniziò in Valle d'Aosta, dove Vaccari rimase dal 1896 al 1902 come insegnante di scienze al liceo classico di Aosta. Collaborò con Pierre Chanoux, fondatore del Giardino alpino Chanousia, di cui Vaccari diverrà direttore alla morte del fondatore (1909). Nel 1902 fondò, con Joseph-Marie Henry, il Bulletin de la Société de la Flore Valdôtaine, una rivista che Vaccari diresse fino al 1941, e che dal 1975 ha assunto la denominazione di Revue Valdôtaine d'Histoire Naturelle. In quegli anni nacque il progetto di un'opera completa sulla flora della Valle d'Aosta, che vide la nascita di un solo volume dedicato alle Thalamiflores e alle Calyciflores. Gli si ascrivono oltre 150 pubblicazioni scientifiche. Scrisse anche numerosi articoli di divulgazione scientifica e alcuni fortunati manuali scolastici per le scuole medie superiori.

## Scritti (selezione)
- Catalogue Raisonné des Plantes Vasculaires de la Vallée d'Aoste, Vol. I, Aoste : Imprimerie catholique, 1904
- Flora cacuminale della Valle d'Aosta, Firenze : Pellas, 1901
- L'amico dei fiori : piccola guida tascabile allo studio della botanica : ad uso dei dilettanti e dei principianti, Torino : C. Clausen H. Rinck succ., 1906
- Per la protezione della fauna italiana, Tivoli : Tip. Majella di A. Chicca, 1912
- Contributo alla briologia della Valle d'Aosta, Firenze : Stab. Pellas, 1913
- Come vivono le piante : compendio di biologia e morfologia vegetale, ad uso delle scuole medie superiori, Torino-Genova : S. Lattes e C., 1922
- Come vivono gli animali : compendio di morfologia e di biologia animale, ad uso delle scuole medie superiori, Torino-Genova : S. Lattes e C., 1924

## Omaggio
La strada che circonda il castello Jocteau, antica sede della Société de la Flore Valdôtaine sulla collina di Aosta (regione Beauregard), porta il suo nome.